# Апокалипсис каннибалов
«Апокалипсис каннибалов» (итал. Apocalypse domani) — итальяно-испанско-американский фильм ужасов 1980 года. Дословно с итальянского языка название переводится как «Апокалипсис завтра»; в международном прокате известен под названием «Вторжение охотников за плотью» (англ. Invasion of the Flesh Hunters). Лента снята в поджанре «фильм о каннибалах».

## Сюжет
Фильм начинается флешбэком: идёт Война во Вьетнаме, главного героя по имени Норман Хоппер кусает его товарищ, американский военнопленный Чарли Буковски, заражённый вирусом, вызывающим у людей тягу к человеческому мясу.
Настоящее (несколько лет спустя после того как Хоппер вернулся с войны), город Атланта, США. Норман просыпается от приснившегося ему этого кошмарного воспоминания и через несколько секунд раздаётся телефонный звонок: его старый приятель Буковски предлагает встретиться и выпить. Хоппер в это время с девушкой, своей соседкой Мэри, поэтому отклоняет приглашение. Любовники собираются заняться оральным сексом, и, едва начав, Норман кусает её. Пару прерывает срочное сообщение: в торговом центре устроил стрельбу и забаррикадировался какой-то ветеран Вьетнамской войны. Подозревая что-то, Хоппер садится в машину и мчится туда, на прощание Мэри говорит ему, что укус ей понравился. Прибыв на место происшествия, Норман выясняет, что преступник — именно Буковски. Он уговаривает его сдаться, а когда Буковски везут в больницу, он кусает сопровождающего полицейского.
В больнице Буковски и его приятель Том Томпсон устраивают драку с охраной, и Буковски кусает за ногу медсестру Хелен. Доктор Фил Мендес звонит жене Хоппера, Джейн, и говорит ей, что у Нормана, скорее всего, такое же заболевание и просит привезти его для обследования. Хоппер подслушивает этот разговор и покидает дом.
Коронер предоставляет отчёт о произошедшем в торговом центре, и в нём указываются факты каннибализма. Джейн встречается доктором Мендесом в пиано-баре (у этой пары тоже тайные любовные отношения), и он рассказывает женщине, что этот вирус вызывает биологическую мутацию из-за изменения психики. Норман добровольно приезжает в больницу и рассказывает Мендесу о своих симптомах, врач берёт у него кровь на анализ.
В полицейском участке укушенный недавно полицейский стреляет в одного коллегу, кусает другого и в конечном итоге оказывается застреленным капитаном МакКоем. Хоппер встречается со своими накачанными успокоительными препаратами бывшими сослуживцами, Чарли и Томом, оживляя в памяти тот укус во Вьетнаме несколько лет назад. Медсестра Хелен нападает на доктора Мендеса во время изучения образцов крови Нормана: она откусывает ему язык, а затем проламывает голову. Укушенный полицейский устраивает разгром в машине скорой помощи, а затем умирает. Хелен освобождает Чарли и Тома, а Хоппер убивает сотрудника, пытавшегося поднять тревогу.
Норман, Хелен, Том и Чарли покидают больницу на машине скорой помощи. Джейн возвращается домой в поисках Нормана, звонит телефон и доктор Мендес сообщает ей, что Хоппер исчез. Полиция приведена в состояние повышенной готовности и ищет беглецов. Тем временем эти четверо врываются в шиномонтажную мастерскую, где находят пистолет. Чарли использует углошлифовальную машину, чтобы разрезать убитого хозяина на куски. Том угоняет машину, и заражённые уезжают с пистолетом и пакетом «закусок».
Они сталкиваются с бандой байкеров, с которой Чарли недавно дрался в торговом центре, убив одного из них. С ними снова завязывается драка, после неё четвёрка убегает и скрывается в канализации как раз в тот момент, когда на место происшествия прибывает полиция. Полиция блокирует все выходы из канализации.
В доме Хопперов не работает телефон, поэтому Джейн идёт к соседке, тёте той са́мой Мэри, чтобы позвонить доктору Мендесу. Мэри и её брат разрешают ей воспользоваться телефоном, но ведут себя подозрительно, и само́й тёти нигде не видно. Тем не менее Джейн возвращается домой без происшествий.
Хелен, Чарли и Том убиты полицейскими, Норман ранен, но он выползает из канализации и угоняет машину и скрывается. Он, истекающий кровью и едва живой, приезжает домой и говорит жене держаться от него подальше. В дом входит доктор Мендес, Джейн бросается к нему с приветствиями, но тот кусает её, и тогда Норман стреляет в доктора. Джейн направляет пистолет умершего мужа себе в голову и раздаются два выстрела. К дому подъезжает полиция.
Соседи, Мэри и её младший брат, смотрят, как увозят тела́. Мальчик спрашивает Мэри, будут ли они искать свою тётю. В холодильнике видна рука женщины.

## В ролях
В порядке указания в титрах
- Джон Сэксон — Норман Хоппер
- Элизабет Тернер — Джейн Хоппер, жена Нормана
- Джованни Ломбардо Радиче[3] — Чарли Буковски, приятель и сослуживец Нормана Хоппера
- Чинция Де Каролис[итал.] — Мэри, соседка и любовница Нормана Хоппера[7]
- Тони Кинг[итал.] — Том Томпсон
- Уоллес Уилкинсон — капитан МакКой
- Рамиро Оливерос[исп.] — доктор Фил Мендес[8]
- Мэй Хэзерли[англ.] — Хелен, медсестра
- Лора Дин — брюнетка, бегущая трусцой

В титрах не указаны
- Ренцо Мариньяно[итал.] — доктор Моррис
- Венантино Венантини — лейтенант Хилл
- Лука Венантини[итал.] — Бобби
- Эдоардо Маргерити[итал.] — офицер полиции
- Гоффредо Унгер[итал.] — охранник торгового центра
- Наццарено Дзамперла[итал.] — американский солдат

## Производство, показ, наследие
Основная часть съёмок прошла в американском городе Декейтер (штат Джорджия). В Риме были отсняты сцены в канализации: студийные съёмки в Stabilimenti De Paolis. Также были ярко показаны Колледж искусства и дизайна в Саванне (Саванна, Джорджия), CNN Center (Атланта, Джорджия).
В начале фильма, где показывается Война во Вьетнаме, режиссёр повторно использовал реквизит и костюмы из своего предыдущего фильма «Последний охотник».
Исполнитель главной роли Джон Сэксон получил плохо переведённый сценарий, в котором отсутствовали «кровавые» эпизоды (текст был озаглавлен «Апокалипсис завтра» и никакого упоминания о «каннибалах» в нём не было). Актёр был уверен, что это вполне рядовой драматический фильм о Вьетнамской войне:

О войне во Вьетнаме говорили так, словно это был вирус, который можно привезти домой. Я подумал, что это отличная метафора психологического состояния.

Истину о сюжете картины Сэксон узнал уже во время съёмок:

В какой-то момент мы снимали сцену, и парень вносит поднос с мясом. Я спросил, для чего это, и мне объяснили, что это как бы части тела, даже гениталии, и мы должны их грызть. Я попросил Маргерити убрать меня из этой сцены и пошёл в свой гостиничный номер. Как только я узнал, в чём заключалась истинная суть фильма, я впал в сильную депрессию.

Премьера фильма состоялась 4 августа 1980 года в Италии. Позднее в том же году в хронологическом порядке: в Гонконге, Австралии, Испании и ФРГ. Далее:
- 1981 год — Турция, Япония, Нидерланды, Португалия (только в Порту), Колумбия, США, Бразилия.
- 1982 год — Франция (только в Дижоне), США (ре-релиз), Франция (по всей стране).
- 1983 год — Южная Корея, США (ре-релиз).
- 1985 год — Япония (на кинофестивале Splatter Movie Festival)
- 2006 год — Италия (на кинофестивале Ravenna Nightmare Film Festival)
- 2020 год — Канада (на DVD)
- 2021 год — Швеция (по Интернету)

В 2002 году «Апокалипсис…» был выпущён на DVD в сборнике Euroshock Collection, в 2020 году — на Blu-ray Disc в версии с высоким разрешением 4K.
В 1992 году в США вышел фильм «Смерть ей к лицу». В нём Роберт Земекис юмористически обыграл заметную сцену из «Апокалипсиса…» — большая дыра в груди жертвы. Также ряд сцен были обыграны в японской ленте 2008 года «Девочка-пулемёт».

## Критика
- Senses of Cinema[англ.]. «Хотя фильм был оклеветан критиками, которые утверждают, что Маргерити лишился мастерства в готике, вмешавшись в вульгарный жанр high-gore[11], симпатии, которые он вызывает к извращениям как поочередно трагической патологии и странному альтернативному желанию, презрение, с которым он представляет гиперреалистичные примеры „нормальной“ мужской сексуальности и необычные варианты человеческой плоти, которые он представляет для нашего удовольствия, удовольствия, которое толкает нас в мир извращений и желаний за гранью приемлемого, все они предложены тематически, если не стилистически, в этом фильме. Использование Маргерити Радиче и „запёкшейся крови“ переносит его из готических миров Бавы и Фреды в поджанр, чаще ассоциируемый с Фульчи, Ленци и Деодато, тем не менее, он остаётся верен своим извращённым парадигмам»[12].
- Дэнни Шипка, книга «Извращённое возбуждение» (Perverse Titillation). «Предпосылка фильма одновременно интересная и глупая… в фильме достаточно крови, чтобы порадовать поклонников еврокультуры, в том числе несколько графичных сцен пожёвывания мяса, сцена французского поцелуя, которая напугает вас до чёртиков, и выстрел из дробовика, который нужно увидеть, чтобы поверить»[13].
- AllMovie. «Фильм никогда не будет принят за высокое искусство, но он предлагает множество причудливых малобюджетных острых ощущений для поклонников евротрэша… независимо от того, насколько причудливой или неряшливой является предпосылка, Сэксон правильно воспроизводит материал и обеспечивает серьёзное, хорошо проработанное исполнение, которое позволяет придерживаться странной предпосылки фильма»[14].